# Joao (Juan) Ramon
Juan Ramon fue un futbolista brasileño adquirido por el Club Atlético San Lorenzo de Almagro al iniciarse la Temporada 1933 de la AAF. Su posición era la de half izquierdo. Junto a él llegaron otros futbolistas brasileños, algunos de los cuales tendrían buen suceso en el club argentino: Agostinho Teixeira y Petronilo de Brito. En ese año, San Lorenzo fue el campeón.
Ramon solamente disputó el primer partido de esa temporada (San Lorenzo 1 - Lanús 1), y luego perdió la titularidad a manos de Cecilio Wilson, y luego de Cipriano Achinelli. Nunca más volvió a vestir la casaca azulgrana. 
- Datos: Q5931600